# Christian Berggren
Christian Berggren, född 1950 i Stockholm, är professor i industriell organisation vid Linköpings universitet.
Berggren doktorerade 1990 i industriell ekonomi vid Kungliga Tekniska Högskolan, KTH, i Stockholm.  Åren som följde var han gästforskare vid AGSM, Australian School of Management, University of New South Wales, Sydney, Australien, 1991-1992,  Okayama University, Japan, 1993 och Université Évry i Paris 1994. Sedan 1999 är han professor i industriell organisation vid Linköpings universitet. 
Christian Berggrens forskning inleddes på 1980-talet med studier av nya arbets- och produktionsformer i den svenska verkstadsindustrin och särskilt bilindustrin, studier som resulterade i hans uppmärksammade doktorsavhandling Det nya bilarbetet, 1990 . Under 1990-talet var hans forskning inriktad på innovationer i global organisering av utvecklings- och ingenjörsarbete och under 2000-talet på ledning av FoU, teknikutveckling och innovationsverksamhet.
Berggren var 2007-2011 programledare för forskningsgruppen Knowledge Integration in Transnational Enterprise (KITE), som studerar innovation och kunskapsintegration i internationellt konkurrerande företag. KITE är ett åttaårigt forskningsprogram med finansiering från Riksbankens jubileumsfond. 
Forskningen finansieras av Riksbankens Jubileumsfond under en period av 8 år (2007-2014).